# الجمش
الجمش تقع إلى الشمال الغربي من محافظة الدوادمي، على شبكه الطريق الواصل بين منطقة القصيم ومكة المكرمة. تبعد عن محافظة الدوادمي حوالي 65 كيلومترا تقريبا شمال غرب نجد ضمن الدرع العربي.

## نبذة
تشتهر الجمش بسرعة نموها الاقتصادي وبكثرة القرى والمراكز التابعة لها حتى بدأت قراهم في التوسع منها بعد أن كانت مستقرا لهم. كما تلبي الجمش جميع احتياجات المواطن من مستشفيات ودوائر حكومية وأسواق. ويوجد بها سوق الخميس ويعتبر من أكبر الأسواق في المنطقة حيوية ويتوافد عليه جميع سكان القرى المحيطة بالجمش حيث وصلتها جميع الخدمات وبها مجلس بلدي منتخب ضمن انتخابات المجالس البلدية عام 2005 في مدينه الرفايع

## المناخ
قاري كباقي هضبة نجد حار جاف صيفا ودرجة الحرارة تصل إلى 45‘ وليلا إلى 31‘ والرطوبة منعدمة.وبارد شتاء وتصل درجة الحرارة 05‘ ومع هبوب الرياح الشمالية الجافة في شهري ديسمبر ويناير تصل إلى دون الصفر المئوي. والأمطار قليلة في فصلي الشتاء والربيع.

## السكان
يقطن الجمش حوالي 50,000 نسمة.

### جبل جبلة
جَبَلَة هضبة عملاقة في وسط نجد في (السعودية) وتقع في الجهة الشرقية من مركز الجمش بـ الدوادمي وتبعد عن مركز هجرة القرين بالجمش (8)كم، وعن هجرة الحيد (11) كم، وعن محافظه الدوادمي ما يقارب الـ (70)كم، وتبعد عن الرس ما يقارب (140)كم، وتحتل مساحة تقدر بنحو (25)كم²، وترتفع عن سطح الأرض بنحو 900 م (2,953 قدم)
ويمر بها خط الطول 53 - 43 شرقاً وخط العرض 47 - 24 شمالاً. تحيط بجبلة الرمال من أغلب الاتجاهات واشتهرت بشعابها وأشجارها الوافرة المظلة وأرضها المنبسطة الواسعة وآبارها القديمة المندثرة. كما اشتهرت بقصصها وأساطيرها المشهورة والمعروفة كقصة (مقيط ورشاه) وحرب (يوم جبلة) التي وقعت في أيام الجاهلية ما قبل الإسلام.
- جيوغرافية

تميل إلى اللون الأحمر، تكونت من صخور الجرانيت، وتحتل مساحة تقدر بنحو خمسة وعشرين كيلا مربعاً، وترتفع عن سطح الأرض بنحو (900)م ويبلغ ارتفاع أعلى قمة فيها حوالي (500)م.
وتمتاز جبلة بموقعها الاستراتيجي الذي جعل منها منطقة حيوية ورعوية من الدرجة الأولى، فتسابق إليها الجميع طمعاً فيها لجعلها منطقة محمية، لطبيعة أراضيها وكثافة أشجارها ومساحتها الرعوية الهائلة، وقربها من وادي الرشاء الشهير الذي يمتاز بكثرة النباتات البرية من حوله، فحوت هضبة جبلة الكثير من الآثار التاريخية.
- تاريخ

عرف هذا الجبل سابقاً على مر التاريخ بالملاذ الآمن لدى قطاع الطريق والخارجين على القانون وكذلك المطلوبين في دم أو ثأر، وكذلك يعتبر مؤوى للسباع والوحوش لما يتمتع به من حصانة ووعورة الطرق فيه، نسجت عنه الكثير من الحكايات والقصص ومنها:
- مقيط ورشاه

في شعب جبلة (مواجه) في موقع صعب حدثت قصة المثل الشهير (مقيط ورشاه) حيث لاحظ (مقيط) صقورا تحوم حول صغارها في قمة الجبال، فتسلق الجبل من جهة أخرى حتى وصل لموقع فروخ الصقور في وكرها، وطلب من أحد أقاربه الذي يرافقه تنزيله بعد ربط جسمه بالحبل، وقبل نزوله اتفق مع قريبه على أخذ طير حر مثله، ووجد ثلاثة فروخ للصقور اثنان من سلالة النادر المعروف، فقال واحد لي وواحد لولدي والآخر من سلالة الشبيبيط من نصيبك، فغضب قريبة فقال له "دوك ارشاك يامقيط"، فتعلق في أحد الصدوع ومات وأصبحت جثته تذروها الرياح ونطبق عليه المثل ((مقيط ورشاه)).
يوم جبلة وقعة (حرب) يوم جبلة كانت قبل مولد النبي محمد صلى الله عليه وسلم بتسع عشرة سنة بين عبس وذبيان.

## مسجدالحيد
- تأسيسه

تأسست في عهد المؤسس الملك عبد العزيز، حيث أمر الملك المؤسس ببناء جامع الحيد في نفس عام التأسيس، وتعيين قاض وإمام للجامع يعلم أبناء الهجرة والبادية العلوم الشرعية والقراءة والكتابة،
- تكوينه

الجامع تم بناؤه من الطين والأحجار التي جمعت من سناف الحيد القريب من الهجرة، وغطي الجامع بخشب الأثل الذي تم جلبه من بلدة الشعراء، ويبلغ طوله أكثر من ثلاثين متراً وبداخله سبع وعشرون سارية واحدة عند المنبر وثلاث عشرة في الوسط ومثلها في الخلف.
السواري تم بناؤها من الحجر الخالص على شكل دائرة ويرتكز عليها السطح بواسطة أحجار طولها متساو ويبلغ المتر تقريبا.
ولحوائطه منظر أجمل تمت تغطية الأحجار بالجبس، منظر هذه السواري جميل وكيفية بنائها أجمل وتحتفظ بشكلها ولم تندثر، الجامع يحتفظ بشكله العام مع اندثار بسيط في أجزاء السطح وبعض الحوائط المبنية من الطين، وهذا يدل على الطراز المعماري متميز ويذكر الأجيال بتراث وأمجاد الوطن والأجداد في عهد الملك المؤسس عبد العزيز بن عبد الرحمن آل سعود.